# 舍夫琴卡 (哈爾科夫區)
50°21′54″N 36°12′44″E / 50.36500°N 36.21222°E
舍夫琴卡（烏克蘭語：Шевченка）是位於烏克蘭東部的村莊，由哈爾科夫州哈爾科夫區的德爾哈奇市鎮負責管轄。該村始建於1920年，面積0.01平方公里，海拔高度148米，2001年人口13，人口密度每平方公里1,444.4人。